# Lelystad
Lelystad je hlavní město provincie Flevoland v Nizozemsku. Město bylo vybudováno na odvodněné ploše poldru Oostelijk Flevoland v roce 1967 a pojmenováno po nizozemském inženýrovi C. Lelym, který se zabýval odvodňováním mořského pobřeží a byl hlavní postavou projektu Zuiderzeewerken. Lelystad leží přibližně 3 metry pod úrovní mořské hladiny. K 31. srpnu 2017 zde žilo 77 260 obyvatel.